# Estarreja
Estarreja é uma cidade portuguesa do distrito de Aveiro integrada  na Região de Aveiro (NUT III) da Região Centro (NUT II), com 7 448 habitantes.
É sede do município de Estarreja que tem 108,17 km² de área, 26 213 habitantes (2021) e uma densidade populacional de 242,33 habitantes/km², estando subdividido em 5 freguesias. É limitado a norte pelo município de Ovar, a nordeste por Oliveira de Azeméis, a sudeste por Albergaria-a-Velha e a oeste pela Murtosa.
Estarreja situa-se na freguesia de Beduído e Veiros, na margem norte do Rio Antuã, próxima da Ria de Aveiro. Foi elevada a cidade a 9 de dezembro de 2004, sendo a única localidade do município com essa categoria.
O Foral do Antuã (antigo nome de Estarreja) foi atribuído por D. Manuel I, em Évora, a 15 de novembro de 1519.
O atual Presidente da Câmara Municipal de Estarreja é Diamantino Sabina, eleito pela coligação PSD/CDS-PP.
Uma das principais atrações culturais da cidade é o Carnaval de Estarreja, evento que ocorre anualmente.

## Freguesias

Freguesias do município de Estarreja.

O Município de Estarreja está dividido em 5 freguesias:
- Avanca (vila)
- Beduído e Veiros (cidade de Estarreja)
- Canelas e Fermelã
- Pardilhó (vila)
- Salreu (vila)

Nos termos dos artigos 3.º e 14.º, n.º 1 da Lei n.º 25-A/2025, de 13 de março, o concelho passará a ter 6 freguesias. A União de Freguesias de Beduído e Veiros será desagregada, dando origem a duas novas freguesias autónomas: Beduído e Veiros. Esta alteração, que restaura a situação existente antes de 2013, terá efeitos a partir da instalação dos novos órgãos autárquicos eleitos nas eleições autárquicas de 2025.

## Património
- Casa-Museu Egas Moniz

## Equipamentos sociais
- Cine-Teatro de Estarreja
- Estação Ferroviária de Estarreja

## Geminações
a cidade de Estarreja é geminada com as seguintes cidades:
- La Riche, Indre-et-Loire, França
- Porto Novo, Ilha de Santo Antão, Cabo Verde

## Personalidades
- António Egas Moniz (1874-1955), Prémio Nobel de Fisiologia ou Medicina de 1949.
- Fernando Daniel, cantor e compositor de música portuguesa.

## Política

### Eleições autárquicas[9]
| Data | %       | V       | %     | V     | %       | V       | %            | V            | %              | V   | %              | V       | %              | V   | %  | V  | Participação |                |
| Data | PPD/PSD | PPD/PSD | PS    | PS    | CDS-PP  | CDS-PP  | FEPU/APU/CDU | FEPU/APU/CDU | PSN            | PSN | PSD-CDS        | PSD-CDS | GCE            | GCE | CH | CH | Participação |                |
| ---- | ------- | ------- | ----- | ----- | ------- | ------- | ------------ | ------------ | -------------- | --- | -------------- | ------- | -------------- | --- | -- | -- | ------------ | -------------- |
| Data | 1976    | 36,31   | 3     | 34,70 | 3       | 17,77   | 1            | 6,95         | -              |     |                |         |                |     |    |    |              | 64,96 / 100,00 |
| 1979 | 51,78   | 4       | 13,97 | 1     | 20,25   | 1       | 10,72        | 1            | 73,30 / 100,00 |     |                |         |                |     |    |    |              |                |
| 1982 | 42,20   | 3       | 18,89 | 1     | 22,46   | 2       | 11,88        | 1            | 70,64 / 100,00 |     |                |         |                |     |    |    |              |                |
| 1985 | 38,90   | 3       | 10,82 | 1     | 38,50   | 3       | 8,90         | -            | 67,20 / 100,00 |     |                |         |                |     |    |    |              |                |
| 1989 | 32,08   | 3       | 31,00 | 2     | 28,35   | 2       | 5,52         | -            | 61,63 / 100,00 |     |                |         |                |     |    |    |              |                |
| 1993 | 34,95   | 3       | 40,24 | 3     | 13,63   | 1       | 6,56         | -            | 1,12           | -   | 64,02 / 100,00 |         |                |     |    |    |              |                |
| 1997 | 43,20   | 3       | 43,84 | 4     | 6,02    | -       | 3,74         | -            |                |     | 61,66 / 100,00 |         |                |     |    |    |              |                |
| 2001 | CDS-PP  | CDS-PP  | 44,09 | 3     | PPD/PSD | PPD/PSD | 4,98         | -            | 47,35          | 4   | 59,03 / 100,00 |         |                |     |    |    |              |                |
| 2005 | CDS-PP  | CDS-PP  | 26,45 | 2     | PPD/PSD | PPD/PSD | 4,63         | -            | 64,70          | 5   | 58,76 / 100,00 |         |                |     |    |    |              |                |
| 2009 | CDS-PP  | CDS-PP  | 28,54 | 2     | PPD/PSD | PPD/PSD | 4,36         | -            | 64,15          | 5   | 56,33 / 100,00 |         |                |     |    |    |              |                |
| 2013 | CDS-PP  | CDS-PP  | 34,08 | 3     | PPD/PSD | PPD/PSD | 8,33         | -            | 43,01          | 4   | 8,01           | -       | 49,15 / 100,00 |     |    |    |              |                |
| 2017 | CDS-PP  | CDS-PP  | 29,50 | 2     | PPD/PSD | PPD/PSD | 7,49         | -            | 58,20          | 5   |                |         | 51,86 / 100,00 |     |    |    |              |                |
| 2021 | CDS-PP  | CDS-PP  | 33,45 | 3     | PPD/PSD | PPD/PSD | 5,46         | -            | 52,31          | 4   | 3,73           | -       | 48,01 / 100,00 |     |    |    |              |                |

### Eleições legislativas
| Data | %     | %     | %     | %    | %     | %     | %        | %     | %     | %     | %     | %    | %       | % | %  | %  |
| Data | PSD   | PS    | CDS   | PCP  | UDP   | AD    | APU/ CDU | FRS   | PRD   | PSN   | B.E.  | PAN  | PSD CDS | L | CH | IL |
| ---- | ----- | ----- | ----- | ---- | ----- | ----- | -------- | ----- | ----- | ----- | ----- | ---- | ------- | - | -- | -- |
| 1976 | 42,99 | 22,53 | 21,07 | 4,11 | 0,84  |       |          |       |       |       |       |      |         |   |    |    |
| 1979 | AD    | 19,02 | AD    | APU  | 1,30  | 63,19 | 9,00     |       |       |       |       |      |         |   |    |    |
| 1980 | AD    | FRS   | AD    | APU  | 0,62  | 65,24 | 7,90     | 19,91 |       |       |       |      |         |   |    |    |
| 1983 | 41,59 | 29,06 | 14,89 | APU  | 0,41  |       | 8,51     |       |       |       |       |      |         |   |    |    |
| 1985 | 42,81 | 16,52 | 11,12 | APU  | 0,78  | 7,12  | 16,72    |       |       |       |       |      |         |   |    |    |
| 1987 | 62,18 | 16,81 | 4,34  | CDU  | 0,32  | 5,35  | 5,78     |       |       |       |       |      |         |   |    |    |
| 1991 | 62,55 | 22,79 | 5,97  | CDU  |       | 3,06  | 0,89     | 0,97  |       |       |       |      |         |   |    |    |
| 1995 | 46,81 | 34,69 | 11,81 | CDU  | 0,29  | 3,38  |          | 0,22  |       |       |       |      |         |   |    |    |
| 1999 | 41,98 | 37,06 | 12,40 | CDU  |       | 4,09  | 0,19     | 1,41  |       |       |       |      |         |   |    |    |
| 2002 | 49,81 | 30,53 | 12,25 | CDU  | 3,07  |       | 1,59     |       |       |       |       |      |         |   |    |    |
| 2005 | 39,69 | 37,14 | 9,07  | CDU  | 4,17  | 4,86  |          |       |       |       |       |      |         |   |    |    |
| 2009 | 37,91 | 29,38 | 13,93 | CDU  | 4,48  | 8,88  |          |       |       |       |       |      |         |   |    |    |
| 2011 | 46,30 | 21,98 | 13,50 | CDU  | 5,25  | 5,11  | 0,61     |       |       |       |       |      |         |   |    |    |
| 2015 | CDS   | 26,09 | PSD   | CDU  | 6,14  | 9,15  | 0,91     | 47,79 | 0,34  |       |       |      |         |   |    |    |
| 2019 | 32,97 | 34,51 | 4,58  | CDU  | 4,50  | 10,11 | 2,62     |       | 0,68  | 0,80  | 0,94  |      |         |   |    |    |
| 2022 | 34,44 | 40,87 | 2,18  | CDU  | 2,67  | 3,88  | 1,08     | 0,77  | 6,52  | 3,47  |       |      |         |   |    |    |
| 2024 | AD    | 27,71 | AD    | CDU  | 32,80 | 2,31  | 3,79     | 1,46  | 1,74  | 19,68 | 4,87  |      |         |   |    |    |
| 2025 | CDS   | 21,12 | PSD   | CDU  |       | 1,88  | 1,56     | 0,96  | 37,75 | 2,45  | 23,83 | 4,82 |         |   |    |    |

## Evolução da População do Município
| Número de habitantes | Número de habitantes | Número de habitantes | Número de habitantes | Número de habitantes | Número de habitantes | Número de habitantes | Número de habitantes | Número de habitantes | Número de habitantes | Número de habitantes | Número de habitantes | Número de habitantes | Número de habitantes | Número de habitantes | Número de habitantes |
| -------------------- | -------------------- | -------------------- | -------------------- | -------------------- | -------------------- | -------------------- | -------------------- | -------------------- | -------------------- | -------------------- | -------------------- | -------------------- | -------------------- | -------------------- | -------------------- |
| 1864                 | 1878                 | 1890                 | 1900                 | 1911                 | 1920                 | 1930                 | 1940                 | 1950                 | 1960                 | 1970                 | 1981                 | 1991                 | 2001                 | 2011                 | 2021                 |
| 18 202               | 18 941               | 19 254               | 20 286               | 21 907               | 20 793               | 23 397               | 23 709               | 24 709               | 25 213               | 24 661               | 26 261               | 26 742               | 28 182               | 26 997               | 26 213               |

(Número de habitantes que tinham a residência oficial neste município à data em que os censos se realizaram.)
A freguesia de Bunheiro, que figurava neste concelho nos censos de 1864 a 1920, passou a pertencer ao concelho da Murtosa. Pelo decreto-lei nº 12 569, de 29/10/1926, a freguesia de Murtosa, deste concelho, passou a constituir o concelho da Murtosa.
| Número de habitantes por Grupo Etário | Número de habitantes por Grupo Etário | Número de habitantes por Grupo Etário | Número de habitantes por Grupo Etário | Número de habitantes por Grupo Etário | Número de habitantes por Grupo Etário | Número de habitantes por Grupo Etário | Número de habitantes por Grupo Etário | Número de habitantes por Grupo Etário | Número de habitantes por Grupo Etário | Número de habitantes por Grupo Etário | Número de habitantes por Grupo Etário | Número de habitantes por Grupo Etário | Número de habitantes por Grupo Etário |
| ------------------------------------- | ------------------------------------- | ------------------------------------- | ------------------------------------- | ------------------------------------- | ------------------------------------- | ------------------------------------- | ------------------------------------- | ------------------------------------- | ------------------------------------- | ------------------------------------- | ------------------------------------- | ------------------------------------- | ------------------------------------- |
|                                       | 1900                                  | 1911                                  | 1920                                  | 1930                                  | 1940                                  | 1950                                  | 1960                                  | 1970                                  | 1981                                  | 1991                                  | 2001                                  | 2011                                  | 2021                                  |
| 0-14 Anos                             | 11 532                                | 12 164                                | 10 939                                | 6 660                                 | 7 461                                 | 6 999                                 | 7 453                                 | 7 595                                 | 6 652                                 | 5 603                                 | 4 669                                 | 3 943                                 | 3 295                                 |
| 15-24 Anos                            | 5 505                                 | 5 641                                 | 5 848                                 | 3 866                                 | 3 796                                 | 4 197                                 | 3 866                                 | 3 825                                 | 4 551                                 | 4 329                                 | 4 130                                 | 3 065                                 | 2 709                                 |
| 25-64 Anos                            | 13 753                                | 13 845                                | 14 200                                | 9 433                                 | 10 062                                | 10 542                                | 11 357                                | 11 250                                | 11 678                                | 13 012                                | 14 687                                | 14 587                                | 13 815                                |
| = ou > 65 Anos                        | 2 470                                 | 2 714                                 | 2 723                                 | 2 144                                 | 2 241                                 | 2 435                                 | 2 537                                 | 2 665                                 | 3 380                                 | 3 798                                 | 4 696                                 | 5 402                                 | 6 394                                 |

(Obs: De 1900 a 1950, os dados referem-se à população presente no município à data em que eles se realizaram. Daí que se registem algumas diferenças relativamente à designada população residente.)